# Der Guglhupf
Der Guglhupf war eine Kabarettsendung des österreichischen Hörfunksenders Ö1. Von 1978 bis 2009 wurde sie, mit Unterbrechung in den Ferien, wöchentlich Sonntag morgens ausgestrahlt. Die Signation sprach vom Gugelhupf als Kunstwerk aus Teig und Rosinen, das auch ein kleines bisserl Salz benötigt, in Österreich wird mit Gugelhupf aber auch die volkstümliche Bezeichnung für den Wiener „Narrenturm“, eine unter Joseph II. erbaute Irrenanstalt assoziiert.
Am 1. November 2009 wurde durch den ORF der Guglhupf durch die Ausstrahlung der neuen Sendung Welt Ahoi! ersetzt, die im Dezember 2010 eingestellt wurde.

## Gründung und Charakter der Sendung
Der Guglhupf wurde im Oktober 1978 von Gerhard Bronner, Peter Wehle, Kurt Sobotka, Lore Krainer und Peter Frick begründet. Ab 1988 leitete Lore Krainer den Guglhupf. Zu ihrem Team gehörten Herbert Prikopa, Christian Futterknecht, Andreas Steppan, Oliver Vollmann (von 1983 bis 2000) und Walter Galla. Nicht vor dem Mikrofon stand Alfred Heinrich, der den Großteil der Texte schrieb. Am 13. November 2005 wurde die Sendung zum tausendsten Mal ausgestrahlt. Am 11. Oktober 2008 feierte der Guglhupf sein 30-jähriges Bestehen, am 25. Juni 2009 wurde die Sendung mit einer Abschiedsgala gewürdigt, am Sonntag, dem 28. Juni 2009, zum letzten Mal gesendet. Insgesamt wurden 1130 Sendungen gestaltet.
Tragendes Element der Sendung war eine Doppelconférence (anfänglich von Bronner und Wehle, dann von Krainer und Prikopa) zu hauptsächlich tagespolitischen Themen, die durch den Schönfärber, die Rosinen Gugl und Hupfi, den Zitateschleuderer, den Herrn Pfneudl, den Frageonkel, den Klugbeißer, den Consulter, Anderl Speckknödlinger (Botschafter aus Tirol), die Herren „Grüneis und Veigerl“ (zwei Fußballfans zweier rivalisierender Wiener Fußballvereine), den Dr. Sigismund und andere unterbrochen wurde.
Ebenso meist tagespolitischen Themen widmeten sich die Lieder von Lore Krainer und Walter Galla. Neben den beiden traten auch Sobotka und Prikopa als Sänger in Erscheinung.
Vorläufer des Guglhupf war bis Juni 1975 Der Watschenmann und dazwischen die erfolglosen Sendungen Streng vertraulich und Ihr Aufguß bitte.

## Signation
Der Text zur Kennmelodie von Bronner/Wehle, in schwungvollem, synkopenreichen 4/4-Takt im Tenor gesungen, lautete:
Was den Sonntag erst

zu einem Sonntag macht,

ist der Guglhupf –

der Guglhupf:

Wie ein rundes G’sicht,

das immer freundlich lacht,

ist ein Guglhupf –

ein Guglhupf.

Dieses Kunstwerk aus Teig und Rosinen

jedem Österreicher g’fallts.

Doch es braucht, um Geschmack zu gewinnen,

auch ein kleines bisserl Salz.

Er kommt grad vom [Back-]Rohr

und es ist wichtig, dass

er seine Frische nicht verliert …

Drum wird jetzt unser Guglhupf

brennheiß serviert.

Zum Ende der Sendung wurde etwa zur Melodie des obigen vierten Teils folgender Text gesungen:
Damit haben wir

die letzten Brösel

von unser'm Guglhupf inhaliert …

und nächsten Sonntag wird ein neuer Guglhupf serviert,

ein neuer Guglhupf, ein neuer Guglhupf, ein neuer Guglhupf serviert.

## Zitate zum Abschied
Lore Krainer freute, als die letzte Guglhupf-Sendung vorbei war: „Dass ich die Kronenzeitung abbestellen kann und sie nicht mehr lesen muss.“
Kurt Sobotka: … „denn die wirkliche Kunst ist, Personen auf so eine Weise scharf zu kritisieren, dass sie selbst dabei lachen müssen.“
„Man hat in Österreich ja das Glück, dass wirklich alle Politiker was Blödes machen“, schmunzelt Sobotka. „Sonst hätten wir nicht jede Woche die Sendung machen können“, ergänzte Krainer.
Zum „nicht ganz freiwilligen“ Ende der Serie: „Wir haben schon etliche Intendanten erlebt und überlebt“ (Krainer) … „bei dem, was alles aus dem ORF getreten wird, sind wir mit dem Radiosymphonieorchester in hervorragender Gesellschaft“ (Prikopa).
Leserkommentare Die Presse 20.–23. Juni 2009: „Der Guglhupf gehört zum Radio wie der kritische Hofnarr zum Kaiserreich“ … „Tausend Dank dem ‚Guglhupfteam‘! Hoffentlich seid Ihr nicht wegen Maulkorberlass in Pension geschickt worden“ … „hat diese unerträgliche Rechthaberei und rechthaberische Moralisiererei endlich ein Ende“ … „Was sollen das für Sonntage sein, ohne Guglhupf?“
Leserkommentare „Der Standard“ 22.–25. Juni 2009: „Habe noch Riesen-Appetit auf Guglhupf … Hoffentlich überlegt sich das der ORF noch mal anders.“ … „Nix schad um den guglhupf - der hatte sein Haltbarkeitsdatum um runde 15 Jahre überschritten“ … „Findet sich denn kein anderer Sender, der den Guglhupf übernimmt?“ … „Man darf froh sein, dass eine Legende endlich zur Ruhe gelegt wird“.